# Уильямс, Чарлз Кауфман
Чарлз Кауфман Уильямс (Charles Kaufman Williams II; род. 1930, Пенсильвания) — американский археолог-классик, эмерит-директор Corinth Excavations, которыми руководил более 30 лет. Научные интересы простираются от железного века до франкского периода.
Доктор философии (1978); член Американского философского общества (2012). Отмечен Gold Medal Award for Distinguished Archaeological Achievement (1993), а также Award for Outstanding Public Service — также от Archaeological Institute of America (2002, совместно с Nancy Bookidis). Среди его наград и Aristeia Award (2016).
Степени бакалавра с отличием (1953) и M.F.A. (по архитектуре в 1956) получил в Принстоне.
Также учился в New York University Institute of Fine Arts.
Степень доктора философии по археологии получил в Пенсильванском университете в 1978 году.
До выхода на пенсию в 1997 году директор Corinth Excavations (с 1966), первый в должности фул-тайм, ныне эмерит.